# مارلوئز کوئنن
مارلوئز کوئنن (انگلیسی: Marloes Coenen؛ زادهٔ ۳۱ مارس ۱۹۸۱) ورزشکار هنرهای رزمی ترکیبی اهل پادشاهی هلند است.
از باشگاه‌هایی که در آن بازی کرده‌است می‌توان به گلدن گلوری اشاره کرد.